# Prostíbulos alemanes en la Segunda Guerra Mundial

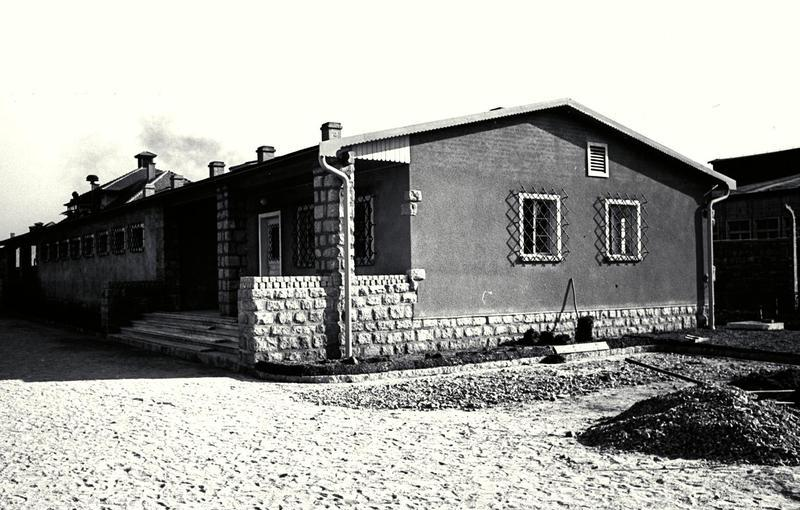
Burdel en el campo de concentración de Mauthausen-Gusen

Durante la Segunda Guerra Mundial la Alemania Nazi estableció prostíbulos en los campos de concentración (Lagerbordell), para crear un incentivo de colaboración para los prisioneros; sin embargo esas instalaciones fueron en su mayoría utilizadas por los kapos, prisioneros funcionarios y elementos criminales, ya que los verdaderos confinados, estaban muy débiles o eran muy cautelosos a los esquemas de las SS. Como resultado, los prostíbulos nunca produjeron algún incremento en la productividad de los prisioneros, pero en cambio se creó un mercado de cupones de acceso entre los prisioneros de alto rango
. Las mujeres que eran forzadas a laborar ahí generalmente eran traídas del campo de concentración de Ravensbrück
, con excepción de Auschwitz, puesto que en este lugar fueron empleadas sus propias prisioneras. Junto con los Prostíbulos militares alemanes, se estima que al menos 34,140 mujeres prisioneras fueron violadas en estos prostíbulos durante el tercer Reich.

## Historia y operación
El primer prostíbulo fue establecido en Mauthausen/Gusen en 1942. Después, el 30 de junio de 1943 fue creado otro en Auschwitz, y el 15 de julio de 1943 uno más en Buchenwald. En 1944 se pone en marcha el de Neuengamme, en mayo del mismo año el de Dachau, Dora-Mittelbau en el verano y el 8 de agosto el de Sachsenhausen. Respecto a Flossenbürg, se tienen dos diferentes fechas de apertura: Una señala el verano de 1943, y otra el 25 de marzo de 1944.
Los prostíbulos, eran usualmente construidos como barracas, rodeadas de alambre de púas, con habitaciones individuales pequeñas para más de 20 prisioneras, controlados por la capataz o Aufseherin. Las mujeres eran frecuentemente reemplazadas debido a agotamiento y enfermedad, para luego ser enviadas lejos a una muerte segura. Los prostíbulos abrían sólo en la noche y no eran admitidos prisioneros judíos. Aquellos que poseían un perfil aceptable para ser clientes (Arios), tenían que registrarse dentro de un itinerario (se les era asignado un día específico), y pagar dos reichsmarks por 20 minutos de “servicio”. Las mujeres eran observadas con sus clientes  por hombres de las SS a través de mirillas. El “mercado” de los cupones era rutinariamente monopolizado por criminales comunes quienes usaban triángulos verdes en el Sistema de marcado en los campos de concentración nazis, los conocidos como hombres verdes.  Existe evidencia (alguna de la cual es controvertida) que en algunos prostíbulos, las  mujeres podrían haber tenido tatuajes en sus pechos con la inscripción Feld-Hure (Puta del campo). Algunas de ellas fueron forzadas a  esterilizaciones y abortos, que frecuentemente resultaban en la muerte.
El tema de la prostitución en los campos de concentración, no es adjudicado a las memorias de sobrevivientes al menos hasta inicios de 1972, cuando la primera edición del Heinz Heger's book  fue publicado.  Sin embargo, el tema siguió siendo tabú en las investigaciones sobre el nazismo hasta la mitad de los años 90, cuando nuevas publicaciones de investigadoras femeninas rompieron el silencio.
Algunas veces las SS reclutaban mujeres prometiéndoles mejores tratos o la suspensión de su condena por tiempo indefinido, lo cual causaba la ira o la envidia entre las reclusas. Nina  Michailovna, prisionera de un campo de concentración señala: "Cuando nos enterábamos que una de las chicas de nuestro bloque había sido elegida, la capturábamos, le tirábamos una manta y la golpeábamos hasta que no pudiese moverse. No sabíamos si ella se recuperaría. Ellas sólo buscaban un mejor trato y nosotras las castigábamos de esta manera".

## Prisioneros homosexuales  y los prostíbulos
Además de usar los prostíbulos para  controlar a los prisioneros, fomentar la colaboración, prevenir disturbios y escapes, Heinrich Himmler también intentó usarlos como un medio para mostrarles a  los prisioneros de triángulo rosado “Lo disfrutable del sexo opuesto", es decir como una terapia para "curar" su homosexualidad. Heger afirma que  Himmler ordenó que todos los prisioneros gays hicieran visitas obligadas una vez por semana a los prostíbulos del campo, como un medio para "curarlos" de su atracción al mismo sexo.

## En la cultura popular
Los prostíbulos alemanes  fueron recreados en filmes de subgénero, el Nazi exploitation, durante los  años 70, como Ilsa, la loba de las SS, Last Orgy of the Third Reich, Love Camp 7, SS Experiment Camp  y Nazi Love Camp 27. Algunos ejemplos de literatura israelí de Stalag también tratan sobre el tema, incluyendo el libro de escritor Yehiel De-Nur  (conocido también como  K. Tzetnik's book): The House of Dolls.